# Jüdischer Friedhof (Völksen)

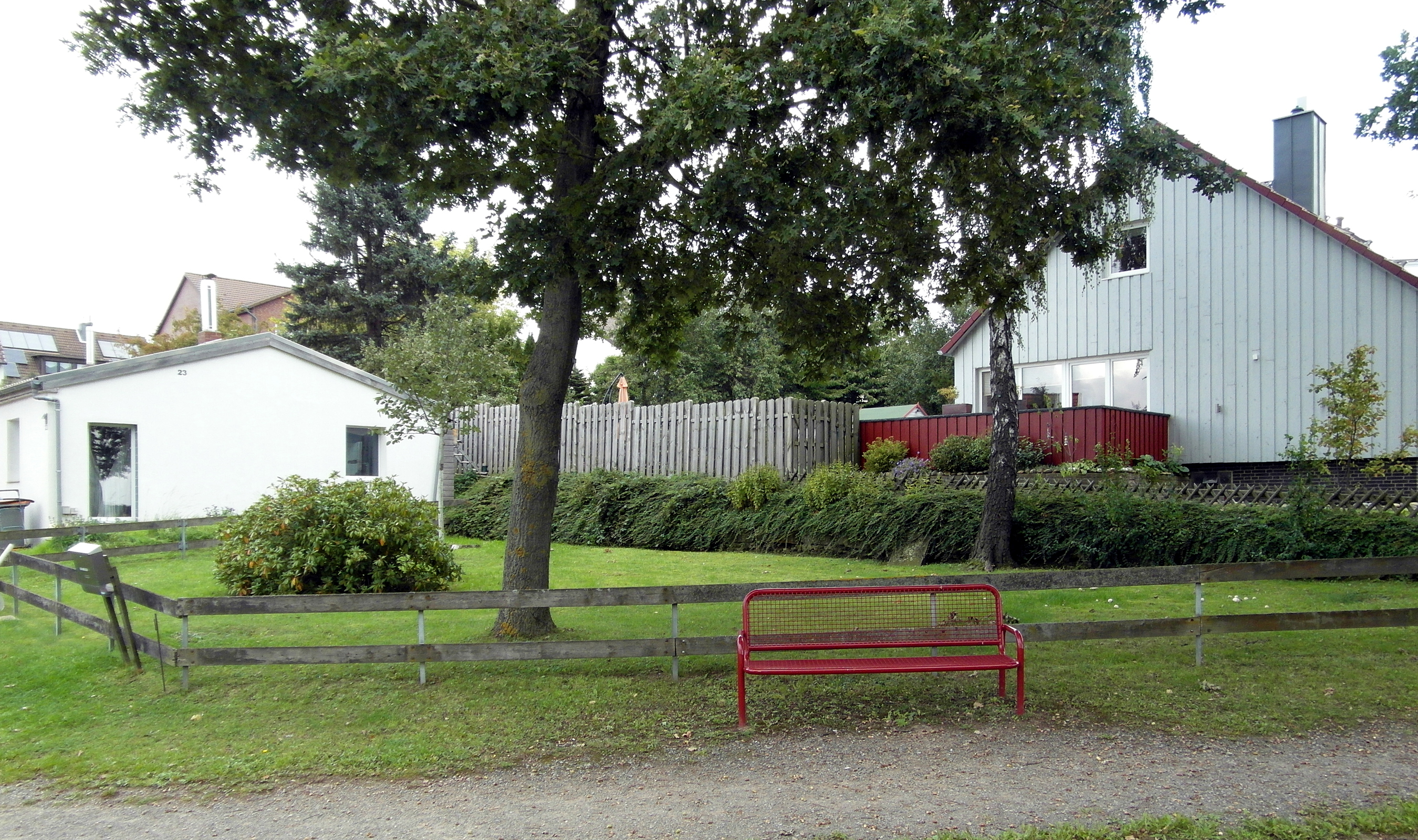
Jüdischer Friedhof in Völksen

Der Jüdische Friedhof Völksen ist ein jüdischer Friedhof in Völksen, einem Ortsteil der niedersächsischen Stadt Springe in der Region Hannover. Er ist ein geschütztes Kulturdenkmal.
Auf dem Friedhof befindet sich ein Grabstein. Der Friedhof wurde bis 1888 belegt.